# مردان و جنگ
مردان و جنگ (انگلیسی: Men and War) سه‌گانه‌ای از فیلم‌های جنگی حماسی به کارگردانی ساتسوئو یاماموتو، بر اساس رمانی به همین نام از جونپی گومیکاوا است.